# Linea Verde (metropolitana di Dubai)
La linea Verde (in arabo الخط الأخضر, al-khaṭ al-‘ākhḍar, IPA: [alxatˤ alʔaːxdˤar]) è una linea della metropolitana di Dubai che collega la città da est, con capolinea presso la stazione di Etisalat, a sud, con capolinea presso Creek.  È gestita dalla Roads and Transport Authority.
La linea è lunga 22,5 km, ha 20 stazioni e incrocia la linea rossa nelle stazioni di Union e BurJuman.

## Storia
I lavori di costruzione della linea verde, la seconda della metropolitana di Dubai, furono avviati nel luglio 2006 ed affidati ad un consorzio internazionale formato da cinque aziende: le giapponesi Mitsubishi Corporation, Mitsubishi Heavy Industries, Obayashi Corporation e Kajima Corporation e la turca Yapı Merkezi.
Nell'ottobre 2010 ebbe inizio la fase di test degli impianti e il 9 settembre 2011 furono inaugurate le prime 18 stazioni, da Etisalat a Healthcare City, aperte poi al pubblico il giorno successivo. Il 1º marzo 2014 vennero aperte le ultime due stazioni situate dopo Healthcare City: Al Jaddaf e Creek.

## Stazioni
| Nome                    | Nome in arabo           | Traslitterazione                    | Interscambi |
| ----------------------- | ----------------------- | ----------------------------------- | ----------- |
| Etisalat                | اتصالات                 | Āitiṣālat                           |             |
| Al Qusais               | القصيص                  | āl-Qaṣīṣ                            |             |
| Dubai Airport Free Zone | المنطقة الحرة بمطار دبي | āl-Minṭaqat āl-Hurrat Bimaṭār Dubay |             |
| Al Nahda                | النهدة                  | āl-Nahda                            |             |
| Al Rashid Stadium       | الاستاد آل رشيد         | āl-Āistād āl-Rashīd                 |             |
| Al Qiyadah              | القيادة                 | āl-Qīāda                            |             |
| Abu Hail                | أبوهيل                  | ʾĀbūhīl                             |             |
| Abu Baker Al Siddique   | أبوبكر الصديق           | ʾĀbūbkr āl-Ṣddīq                    |             |
| Salah Al Din            | صلاح الدين              | Ṣalāḥ āl-Dīn                        |             |
| Union                   | الاتحاد                 | āl-Āittiḥād                         | Linea rossa |
| Baniyas Square          | بني ياس                 | Banī Yās                            |             |
| Palm Deira              | نخلة ديرة               | Nakhlat Dīra                        |             |
| Al Ras                  | الراس                   | āl-Rās                              |             |
| Al Ghubaiba             | الغبيبة                 | āl-Ghabība                          |             |
| Sharaf DG               | شرف دي جي               | āl-Fuhaydī                          |             |
| BurJuman                | برجمان                  | Burajmān                            | Linea rossa |
| Oud Metha               | عود ميثاء               | ʿWd Mīthā                           |             |
| Dubai Healthcare City   | مدينة دبي الطبية        | Madīnat Dubay Āltṭbbīa              |             |
| Al Jaddaf               | الجداف                  | āl-Jaddāf                           |             |
| Creek                   | الخور                   | āl-Khūr                             |             |